# Pycnopsyche indiana
Pycnopsyche indiana är en nattsländeart som först beskrevs av Ross 1938.  Pycnopsyche indiana ingår i släktet Pycnopsyche och familjen husmasknattsländor. Inga underarter finns listade i Catalogue of Life.